# Isa Jank
Isa Jank (* 16. August 1952 als Isolde Jank in Straupitz) ist eine deutsche Schauspielerin und ein ehemaliges internationales Model. Ihre Schauspielkarriere begann in Hollywood und setzte sich 1993 in Deutschland fort.

## Leben
Isa Jank ist die Tochter von Ilse und Alfred Jank.
Nachdem Jank in den 1970er und Anfang der 1980er Jahre als Model gearbeitet hatte, ging sie 1983 in die USA. Nach einer Schauspielausbildung in New York und Los Angeles war sie in US-amerikanischen Film- und TV-Produktionen wie Cheers, Airwolf sowie Wahre Männer (Real Men) an der Seite von James Belushi zu sehen. Einige Jahre arbeitete sie in den USA unter dem Künstlernamen Isa Andersen.
Jank kehrte 1992 nach Deutschland zurück und drehte mit Klaus Löwitsch in Peter Strohm und mit Manfred Krug in Liebling Kreuzberg. Ab 1994 spielte sie die Rolle der Dr. Nadja Bredow in der ARD-Serie Praxis Bülowbogen.
Bekannt wurde sie durch die von ihr in den Jahren 1995 bis 2001 verkörperte Rolle der Clarissa Gräfin von Anstetten in Verbotene Liebe. Ab Juni 2011 war sie wieder in dieser Rolle zu sehen. Im März 2013 hatte sie ihren letzten Auftritt in der Serie.
Von Oktober 2005 bis November 2008 war Jank in der ZDF-Telenovela Wege zum Glück in der Rolle der Annabelle Gravenberg/van Weyden zu sehen.
Im September 2016 war die Schauspielerin Kandidatin in der Sat.1 Reality-Show Promi Big Brother, wo sie unter zwölf Teilnehmern den achten Platz belegte.
2020 hatte sie als Clarissa von Anstetten einen Gastauftritt in Verbotene Liebe – Next Generation, der Streaming-Neuauflage und Fortsetzung von Verbotene Liebe auf TVNOW.
Isa Jank lebt in Berlin.

## Filmografie
- 1982: Querelle
- 1983: Die Stadtwölfe
- 1985: Airwolf (Fernsehserie, 1 Folge)
- 1987: Vanity Kills
- 1987: Wahre Männer (Real Men)
- 1988: Cheers (Fernsehserie, 1 Folge)
- 1988: Scout Academy
- 1988: The Wrong Guys
- 1990: Night Angel
- 1992: Die Blaue Stunde
- 1992: Ein Job fürs Leben
- 1994: Liebling Kreuzberg (Fernsehserie, 10 Folgen)
- 1994: Die Stadtindianer (Fernsehserie, Folge: Krieg im Kiez)
- 1994–1996: Praxis Bülowbogen (Fernsehserie, 8 Folgen)
- 1995–2001, 2011–2013: Verbotene Liebe (Fernsehserie)
- 1995: Peter Strohm (Fernsehserie, 2 Folgen)
- 1995: Schwarz Rot Gold (Fernsehserie, 1 Folge)
- 1998: Für alle Fälle Stefanie (Fernsehserie, 1 Folge)
- 2000: SOKO München (Fernsehserie, 1 Folge)
- 2001: In aller Freundschaft (Fernsehserie, 1 Folge)
- 2002: SOKO Leipzig (Fernsehserie, 1 Folge)
- 2005–2008: Wege zum Glück (Fernsehserie, 733 Folgen)
- 2010: Meine wunderbare Familie (Fernsehserie, 1 Folge)
- 2014: Heiter bis tödlich: Monaco 110 (Fernsehserie, Episode: Eifersucht)
- 2018: Die beste Show der Welt (TV-Show)
- 2020: Verbotene Liebe – Next Generation (Fernsehserie, 2 Folgen)